# غيلبرت نويل
غيلبرت نويل هو سياسي فرنسي، ولد في 26 سبتمبر 1926 في باريس في فرنسا، وتوفي في 17 مارس 1999 في سان مور ديه فوسيه في فرنسا. انتخب نائب فرنسي عن دائرة Val-de-Marne's 5th constituency ‏ خلال فترته النيابية ‏ (8 مايو 1967 – 30 مايو 1968) وانتخب نائب فرنسي عن دائرة  خلال فترته النيابية ‏ (9 فبراير 1966 – 2 أبريل 1967).